# Thomas Morstead
Thomas Morstead (Houston, 8 marzo 1986) è un giocatore di football americano statunitense che gioca nel ruolo di punter per i San Francisco 49ers della National Football League (NFL). Fu scelto nel corso del quinto giro (164º assoluto) del Draft NFL 2009 dai Saints. Al college ha giocato a football alla Southern Methodist University.

## Carriera
Morstead fu scelto nel corso del quinto giro del Draft 2009 dai New Orleans Saints e batté la concorrenza di Glenn Pakulak per il posto di punter titolare nella stagione 2009. Egli giocò un ruolo cruciale nella vittoria dei Saints contro gli Indianapolis Colts nel Super Bowl XLIV. Morstead eseguì un onside kick nel kickoff che dava inizio al secondo tempo. I Saints recuperarono il pallone e riuscirono a concludere l'azione con un touchdown che li portò in vantaggio per 13-10. Alla fine vinsero la partita 31-17. Dopo la gara, Morstead affermò che malgrado l'eccitazione per l'eseguire quella giocata, era anche terrorizzato del fatto che se non fosse riuscito ad eseguire lo schema perfettamente, i Colts probabilmente avrebbe recuperato il pallone ed esteso il loro vantaggio di 10-6.
Morstead attualmente detiene il record per il maggior numero di touchback in una partita (9 in una vittoria per 62-7 su Indianapolis il 23 ottobre 2011) e il secondo maggior numero di touchback in una singola stagione (68 nel 2011).
Nel luglio 2012 i Saints fecero firmare a Morstead un'estensione contrattuale del valore di 21,9 milioni di dollari, facendone il second punter più pagato della lega (dopo Shane Lechler degli Oakland Raiders). La sua stagione 2012 fu di alto profilo, dal momento che guidò la lega yard nette medie per punt, venendo convocato per il suo primo Pro Bowl ed inserito nel First-team All-Pro.

## Palmarès

### Franchigia
- Super Bowl : 1

New Orleans Saints: XLIV

### Individuale
- Convocazioni al Pro Bowl: 1

2012
- Giocatore degli special team della NFC del mese: 1

settembre 2019